# Elezioni regionali nelle Marche del 1985
Le elezioni regionali nelle Marche del 1985 si tennero il 12 e 13 maggio.

## Risultati elettorali
| Liste                                                  | Voti    | %     | Seggi |
| ------------------------------------------------------ | ------- | ----- | ----- |
| Democrazia Cristiana (DC)                              | 359.314 | 36,10 | 15    |
| Partito Comunista Italiano (PCI)                       | 355.232 | 35,69 | 15    |
| Partito Socialista Italiano (PSI)                      | 104.587 | 10,51 | 4     |
| Movimento Sociale Italiano - Destra Nazionale (MSI-DN) | 55.280  | 5,55  | 2     |
| Partito Repubblicano Italiano (PRI)                    | 36.639  | 3,68  | 1     |
| Partito Socialista Democratico Italiano (PSDI)         | 32.439  | 3,26  | 1     |
| Lista Verde (LV)                                       | 22.314  | 2,24  | 1     |
| Partito Liberale Italiano (PLI)                        | 11.772  | 1,18  | 1     |
| Democrazia Proletaria (DP)                             | 10.136  | 1,02  | -     |
| Alleanza Italiana Pensionati-Liga Veneta (AIP-ŁV)      | 5.433   | 0,55  | -     |
| Union Valdôtaine-Partito Democratico-UPAP-Ecologia     | 2.069   | 0,21  | -     |
| Totale                                                 | 995.215 |       | 40    |

| Riepilogo dei seggi | Riepilogo dei seggi | Riepilogo dei seggi | Riepilogo dei seggi | Riepilogo dei seggi | Riepilogo dei seggi | Riepilogo dei seggi |
| ------------------- | ------------------- | ------------------- | ------------------- | ------------------- | ------------------- | ------------------- |
|                     |                     |                     |                     |                     |                     |                     |
| PCI                 | 15                  | ━                   |                     | PSI                 | 4                   | ━                   |
| PSDI                | 1                   | ━                   |                     | LV                  | 1                   | Nuovo               |
| PRI                 | 1                   | ━                   |                     | DC                  | 15                  | ▼ 1                 |
| PLI                 | 1                   | ━                   |                     | MSI-DN              | 2                   | ▲ 1                 |
| PdUP                | 0                   | ▼ 1                 |                     |                     |                     |                     |